# 신순궁주 이씨
신순궁주 이씨(愼順宮主 李氏, 1390년~?)는 조선 태종의 후궁이다.

## 생애
이직(李稷)의 장녀로,본관은 성주(星州)이다. 이직의 차녀가 원경왕후의 동생 민무휼의 처이기 때문에, 신순궁주는 원래 태종과는 사돈간이다. 또 태종의 후궁이 되기 전 혼인한 적이 있으나, 일찍이 과부가 되었다.
1422년(세종 4년) 음력 1월 6일 33세의 나이로 당시 태상왕이던 태종의 후궁이 되었다. 한편 같은 날 이운로의 딸도 태종의 후궁이 되었는데, 역시 과부였다. 이씨는 이 해 음력 2월 4일 신순궁주(愼順宮主)로 봉해졌으며, 이때 이직도 성산부원군에 봉해졌다

## 기타
- 신순궁주는 훗날 태종과 원경왕후, 소헌왕후 및 자신들의 부모의 명복을 빌기 위해 《상교정본자비도량참법》 권9~10을 발원하였다. 여기에는 그녀의 이름이 "신순궁주 정민(愼順宮主正敏)"으로 기록되어 있다[3].

## 가족관계
- 아버지 : 이직(李稷, 1362~1431)
- 어머니 : 허씨(許氏)
  - 오빠 : 이사후(李師厚, 1382~1435)
  - 오빠 : 이사원(李師元, 1387~ ?)
  - 오빠 : 이사순(李師純, 1388~1455)
  - 여동생 : 민무휼의 처